# Peripantostylops
Peripantostylops — це вимерлий рід нотокопитних, що належав до родини Henricosborniidae, який мешкав в еоцені Аргентини.

## Опис
Ця тварина в основному відома за скам'янілими корінними зубами. Це були низькокорончасті (брахідонт) і бунолофодонт. На відміну від інших родів Henricosborniidae, верхні корінні зуби мали сильно розвинену гачку. Третій моляр або не має метастиля, або він розвинений слабо. Для нижніх молярів гіпоконулід менш відокремлений від гіпоконіду. Ентоконід третього моляра був сильно розвинутий як самостійний куспід.